# ميهاغلو بوبين

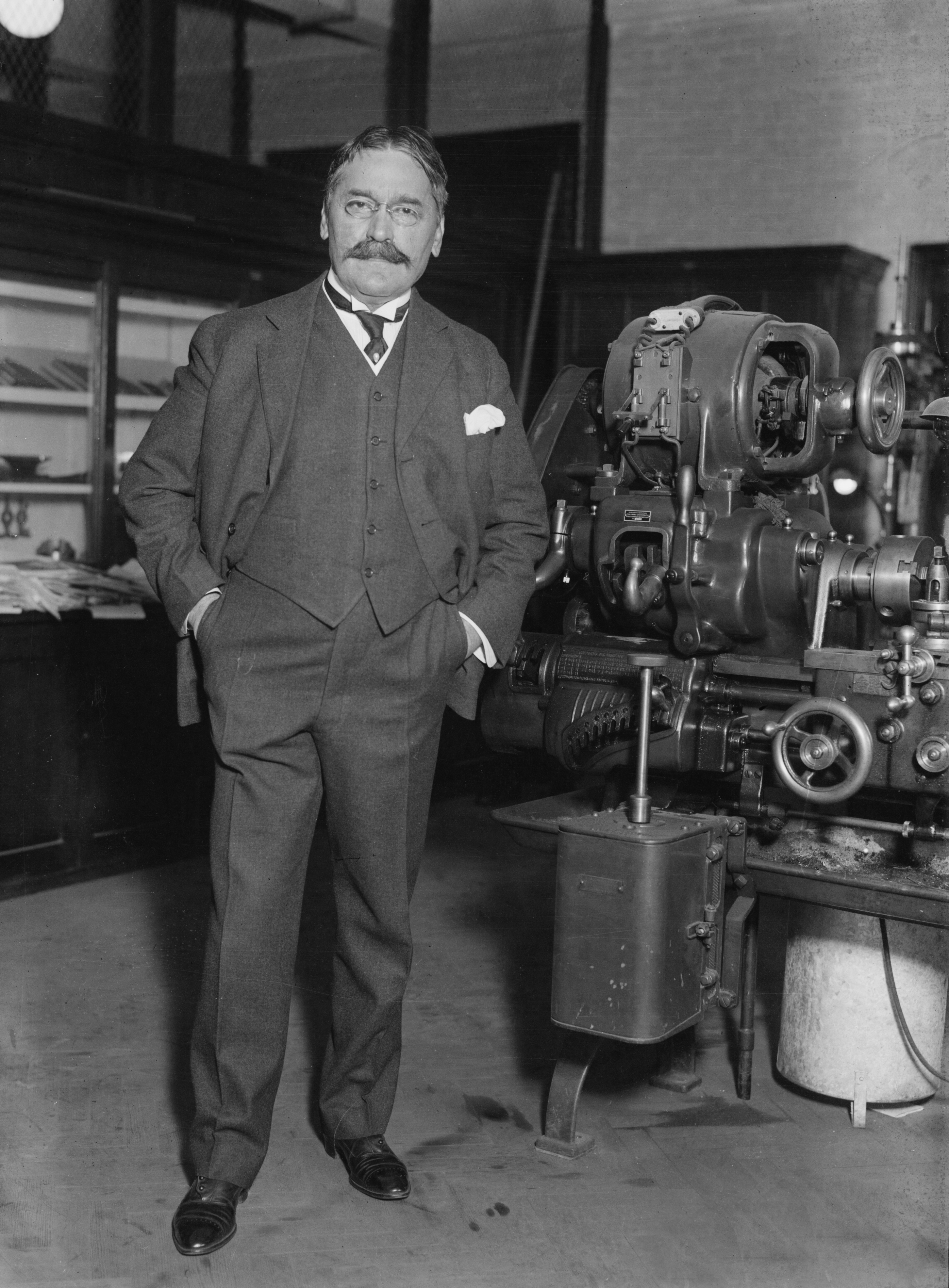
ميهاغلو بوبين في عام 1916

ميهاجلو إدفورسكي بوبين (السيريلية الصربية: Михајло Идворски Пупин)
ولد في (4 أكتوبر 1858 – 12 مارس 1935)، المعروف أيضا باسم مايكل بوبين هو صربي وأمريكي وفيزيائي وكيميائي مادي. يشتهر بوبين ببراءاته العديدة، بما في ذلك وسيلته لتوسيع نطاق الاتصالات الهاتفية لمسافات طويلة من خلال وضع لفائف التحميل (في الأسلاك) على فترات محددة سلفا على طول سلك الإرسال (المعروف باسم «بوبينيزاتيون»). وكان بوبين عضوا مؤسسا في اللجنة الاستشارية الوطنية للملاحة الجوية (ناكا) في 3 مارس 1915، والتي أصبحت فيما بعد ناسا. في عام 1924، حصل على جائزة بوليتزر لسيرته الذاتية. وانتخب بوبين رئيسا أو نائبا للرئيس الأعلى في المؤسسات العلمية والتقنية، مثل المعهد الأمريكي لمهندسي الكهرباء وأكاديمية نيويورك للعلوم ومعهد راديو أمريكا والرابطة الأمريكية للنهوض بالعلوم. وكان أيضا قنصلا فخريا لصربيا في الولايات المتحدة الأمريكية في الفترة من 1912 إلى 1920.

## النشأة والتعليم

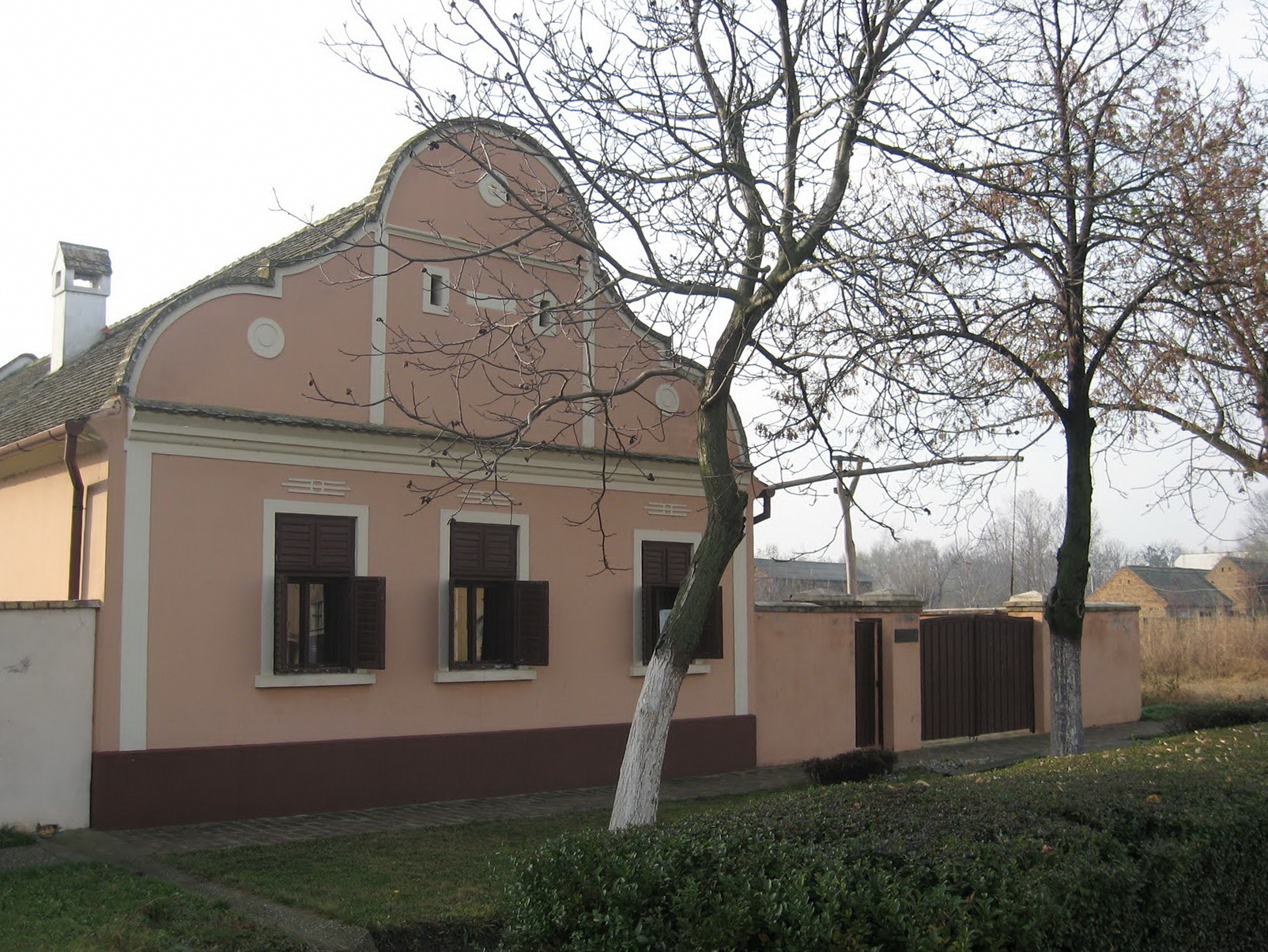
مكان ميلاد ميهاغلو بوبين

ولد ميهاغلو بوبين في 4 أكتوبر 1858 في قرية إدفور (في بلدية كوفاسيكا الحديثة في صربيا) في بانات، على الحدود العسكرية في الإمبراطورية النمساوية. تذكر دائما كلمات والدته واستشهد بها في سيرته الذاتية، من المهاجر إلى المخترع (1925):
ذهب بوبين إلى المدرسة الابتدائية في مسقط رأسه، إلى المدرسة الأرثوذكسية الصربية، وبعد ذلك إلى المدرسة الابتدائية الألمانية في بيرليز. التحق بالمدرسة الثانوية في بانسيفو، وبعد ذلك في ريال صالة للألعاب الرياضية. كان واحدا من أفضل الطلاب هناك؛ وقد رأى أحد أهله المحليين إمكانياته ومواهبه الهائلة، وأثر على السلطات لإعطاء بوبين منحة دراسية. وبسبب نشاطه في حركة «الشباب الصربي»، التي كانت في ذلك الوقت واجهته مشاكل كثيرة مع سلطات الشرطة النمساوية المجرية، اضطر بوبين إلى مغادرة بانسيفو. في عام 1872، ذهب إلى براغ، حيث استمر في النصف السادس والنصف الأول من السنة السابعة. بعد وفاة والده في مارس 1874، قرر بوبين البالغ من العمر ستة عشر عاما إلغاء تعليمه في براغ بسبب مشاكل مالية والانتقال إلى الولايات المتحدة.

## وصلات خارجية
- ميهاغلو بوبين على موقع الموسوعة البريطانية (الإنجليزية)

- ميهاغلو بوبين على موقع فايند أغريف
- Michael Pupin at معهد مهندسي الكهرباء والإلكترونيات History Center
- Pupin's autobiography From Immigrant to Inventor
- ... Commemorating the 150th Anniversary of the Birth of Michael Pupin ... at Tesla Memorial Society of New York